# MediaGX

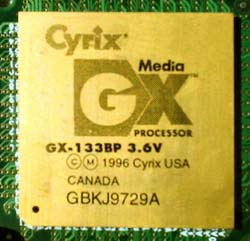
Cyrix MediaGX, BGA

A MediaGX CPU egy 32 bites, x86 utasításkészletű processzor volt, amelyet a Cyrix tervezett és gyártott elsőként, majd az IBM, később, a Cyrix felvásárlása után a National Semiconductor. A processzort 1997-ben mutatták be. A processzormag alapját a Cyrix Cx5x86 CPU mag képezi, amelyhez video és audiofeldolgozó hardvert és perifériákat integráltak (XpressRAM, XpressGRAPHICS, XpressAUDIO). Miután a National felvásárolta a Cyrixet és a Cyrix márkanév és védjegyek a VIA Technologies tulajdonába kerültek, a magot a National Semiconductor tovább fejlesztette és ebből alakult ki a Geode processzorvonal, amely később az Advanced Micro Devices tulajdonába került.
A kérdés, hogy a processzor a negyedik vagy az ötödik generációs x86 processzorok közé tartozik, vita tárgyát képezi, mivel a processzor a Cyrix 5x86-oson alapul (ami a Cyrix 6x86 csökkentett képességű változata). Míg az 5x86 az Intel Pentium (P5) vonalával, az ötödik generációs x86-os processzorral igyekezett konkurálni, kialakítása mégis olyan, hogy a negyedik generációs (Intel 80486-os) alaplapokkal használható, utasításkészlete is a 486-osénak felel meg, és hiányoznak belőle a Pentiumban megjelent újabb utasítások, tehát nem tud ilyen utasításokat használó szoftvereket futtatni.
A MediaGX processzorok rendelkeznek beépített matematikai koprocesszorral, bár a lebegőpontos teljesítményük nem kiemelkedő. Emellett sok beépített perifériával rendelkeztek, például ilyenek a 16 bites sztereó hangrendszer, az IDE interfész, ISA interfész, AT kompatibilitási logika, az Ultra DMA/33 interfész (csak a Cx5530 csipkészletben), és az MPEG2 videógyorsító (csak a Cx5530 csipkészletben).
A MediaGX CPU leginkább kisméretű laptopokba került. Használták még a CTX EzBook V92C266, a Compaq Presario 1220 és 1230 laptopokban, a Compaq Presario 2100 és 2200 asztali gépekben, a Casio Cassiopeia Fiva tablet PC-ben, és egyéb modellekben. A Pinball 2000 pinball-játékgép is ezzel a processzorral volt szerelve. A Sun Microsystems szintén MediaGXm processzort alkalmazott a Dover JavaStation olcsó hálózati gép / terminál modelljében.

## A virtuális alrendszer felépítése
A Virtual Subsystem Architecture (VSA), azaz virtuális alrendszer architektúra emulálja a valódi hardveres VGA kártya (XpressGRAPHICS) és egy Sound Blaster hangkártya jelenlétét (XpressAUDIO). A hardvererőforrásokhoz való hozzáférés a BIOS által kezelt csapdákon keresztül történik és az x86-os processzorok System Management Mode (SMM) üzemmódját használja az emulációhoz, a végrehajtás ezáltal teljesen transzparens az operációs rendszer, meghajtók és az alkalmazások felé.

## Media GX
- Gyártási folyamat: 0,4 μm
- Gyorsítótár: L1 16 KiB egyesített
- Mag sebessége: 120, 133, 150 MHz
- Sín sebessége: 33 MHz

## Media GXi

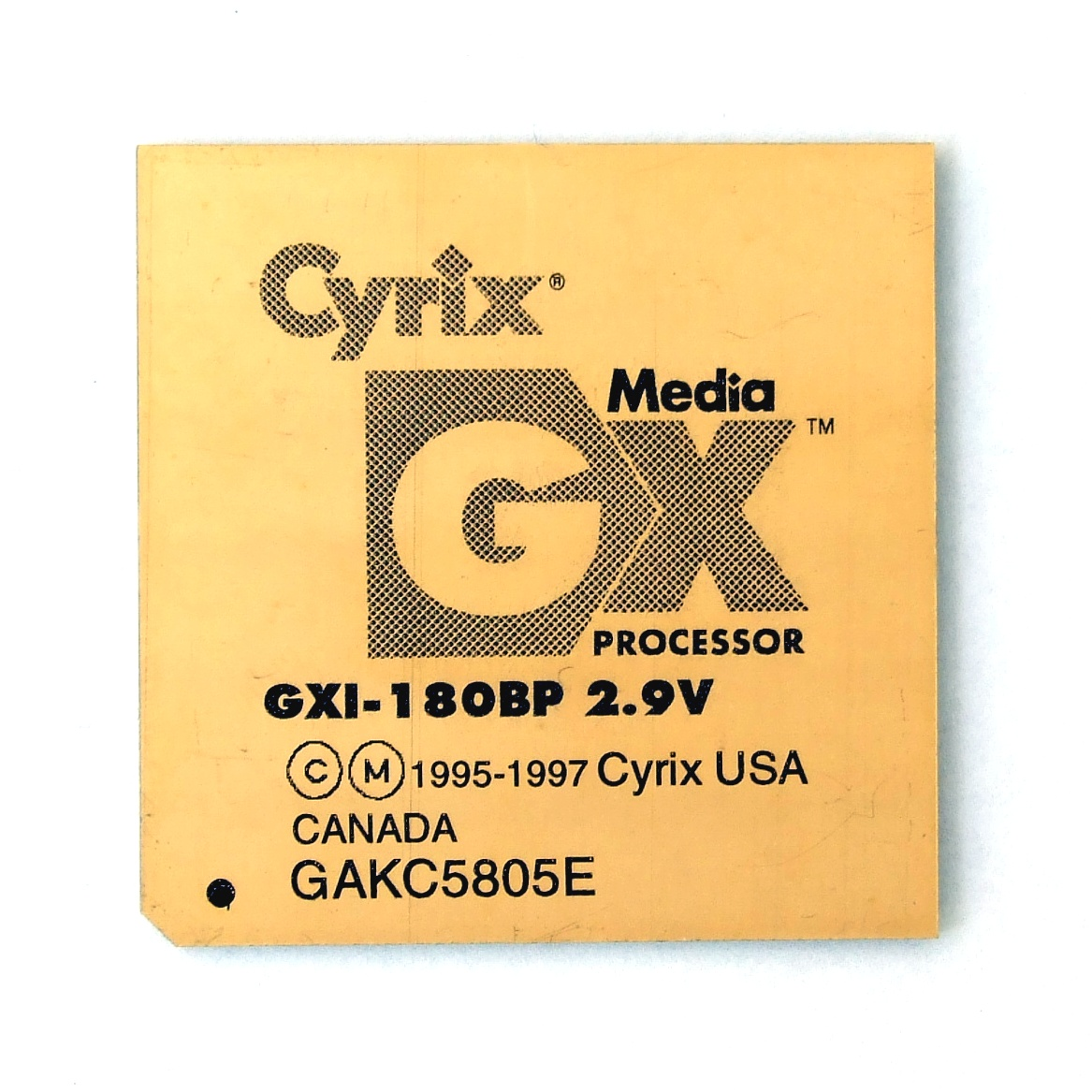
Cyrix MediaGXi, 180 MHz, BGA.

A Cyrix MediaGXi a MediaGX egy javított változata.
- Gyártási folyamat: 0,35 μm
- Gyorsítótár: L1 16 KB egyesített
- Mag sebessége: 120, 133, 150, 166, 180 MHz

## MediaGXm

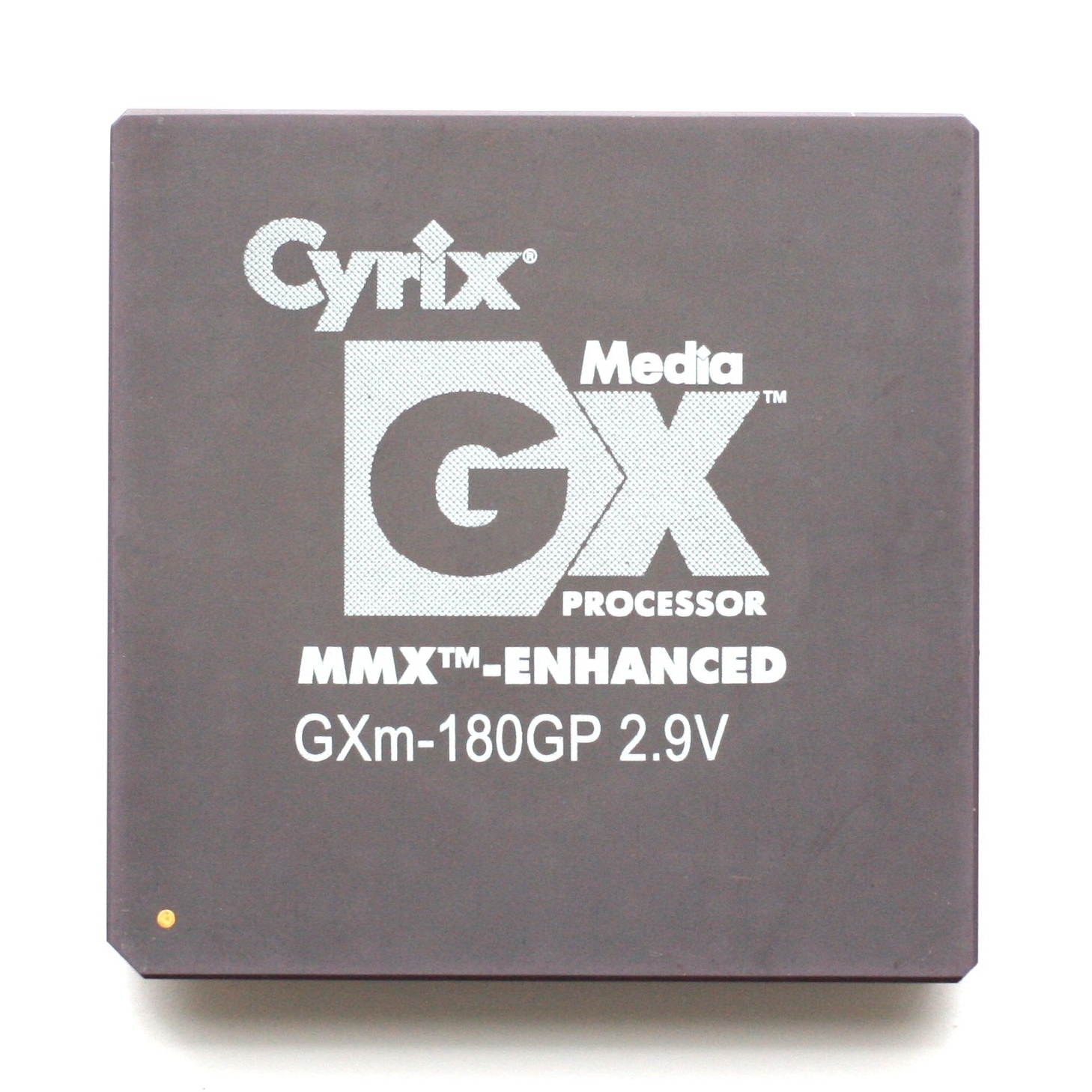
Cyrix MediaGXm

A MediaGXm egy továbbfejlesztett MediaGX, amely képes az MMX utasításkészlet végrehajtására.
- Gyártási folyamat: 0,35 μm 4 fémrétegű CMOS folyamat
- Mag sebessége: 180–300 MHz
- Sín sebessége: 33 MHz
- Gyorsítótár:
  - L1 gyorsítótár mérete 16 KiB write-back 4 utas csoportasszociatív egyesített I/D[4] gyorsítótár.
  - Vagy: 12 KiB egyesített L1 gyorsítótár és 4 KiB gyorsmemória (scratchpad) az SMM és grafika céljaira.
- Integrált perifériák:
  - PCI vezérlő
  - Megjelenítő vezérlő és 2D grafikus gyorsító
  - Hardveres MPEG-1 támogatja a teljes képernyős videolejátszást
  - 16 bites audio alrendszer, Sound Blaster 16/Pro kompatibilis
  - 64 bites SDRAM vezérlő
- V mag: 2,9 V
- V I/O: 3,3 V
- Tokozás: 320 tűs keramikus PGA; 352 érintkezős BGA
- Rendszer-csipkészlet: Cx5520 352 érintkezős BGA

A National Semiconductor ezt a processzort a Geode GXM név alatt forgalmazta.

## Hátrányok
A MediaGX platform nem biztosít külső második szintű (L2) gyorsítótárat, ami tipikus az adott időszak alaplaptervei körében. Az egész gyorsítótár a lapkán helyezkedik el.
A MediaGX processzorok csak speciálisan az adott processzormodellhez tervezett alaplapokkal használhatóak, a processzor és a kísérő csipkészlet szoros integrációja miatt.
A grafika, hang és a PCI sín ugyanazon a sebességen fut, mint a processzor órajele, ez szintén a szoros integráció miatt van így. Ez gyakran azzal jár, hogy a processzor lassabbnak tűnik, mint amilyen valójában az órajele szerint. A grafikus rendszer azonban képes a főmemóriát is használni, ami jelentős (anyagi) költségmegtakarítással járt a platformot alkalmazó, piacon lévő alaprendszerek és beágyazott vezérlők között.

## Fordítás
Ez a szócikk részben vagy egészben  a   MediaGX című angol Wikipédia-szócikk ezen változatának fordításán alapul.  Az eredeti cikk szerkesztőit annak laptörténete sorolja fel. Ez a jelzés csupán a megfogalmazás eredetét és a szerzői jogokat jelzi, nem szolgál a cikkben szereplő információk forrásmegjelöléseként.